# María de la Cruz
María de la Cruz, född 1912, död 1995, var en chilensk politiker.
Hon blev Chiles första kvinnliga senator 1953.